# مالكوم بيرن
مالكوم بيرن (بالإنجليزية: Malcolm Byrne)‏ هو سياسي أيرلندي، ولد في 25 أبريل 1974 في جمهورية أيرلندا. حزبياً، نشط في فيانا فايل.